# 朱翊鏐
朱 翊鏐（しゅ よくりゅう、隆慶2年2月5日（1568年3月3日） - 万暦42年5月28日（1614年7月4日））は、明の皇族。第13代皇帝隆慶帝朱載坖の四男で、第14代皇帝万暦帝朱翊鈞の同母弟である。

## 生涯
4歳で潞王に封じられた。万暦帝と同母兄弟であったことから兄の信任は厚く、皇族の中でも特に厚遇された。そのためか朱翊鏐もわがままに育ち、兄帝にたびたび新領地を要求し、朱翊鏐の封地は歴代の明皇族の王の中でも最大となり、これがのちに万暦帝の諸皇子に対して大きな領土と金銭を与える悪例を成した。
ただ、朱翊鏐自身は文学者として優秀で、政治も理念を持って真面目に行ったという。1614年に母の李太后の死の衝撃を受けて食事が進まなくなり、不眠症にも陥って兄に先立って死去した。享年47。
子に朱常淓と朱常があった。